# Субботин, Семён Матвеевич
Семён Матвеевич Субботин (настоящая фамилия Сабсович; 1889, Сороки, Бессарабская губерния — 1948, Ташкент) — узбекский советский гигиенист, учёный-медик, организатор здравоохранения, профессор (1938).

## Биография
Родился в 1889 году в Сороках в семье Мойше Шимоновича Сабсовича, занятого в производстве и реализации зерна, муки, хлеба и табачного листа.
Выпускник медицинского факультета Базельского университета (1914). Занимался медицинской практикой в Сороках Бессарабской губернии. Под псевдонимом «Субботин» принимал участие в Февральской и Октябрьской революциях 1917 года, в 1918 году вступил в РКП(б).
В феврале 1917 года был избран первым председателем Сорокского городского Совета рабочих и солдатских депутатов.
В марте 1918 года участвовал в партизанском движении в аннексированной Румынией Бессарабии, затем перебрался на левый берег Днестра. С образованием Молдавской АССР в 1924 году был назначен её первым народным комиссаром здравоохранения. После партийных чисток среди руководства Молдавской АССР переехал в Ташкент, где в 1930 году основал кафедру социальной гигиены на медицинском факультете Среднеазиатского университета и заведовал ею до 1933 года.
В 1933—1937 годах — профессор кафедры физиологии, патологии и гигиены труда медицинского факультета Среднеазиатского университета (в 1935 году преобразованного в Ташкентский медицинский институт).
В 1936 году начал вести курс школьной гигиены при кафедре социальной гигиены Ташкентского мединститута.
В 1938 году организовал и возглавил кафедру гигиены детей и подростков в Ташкентском медицинском институте, которой руководил до 1948 года.
Был членом редакционной комиссии по разработке Конституции УзССР и членом бюро секции здравоохранения ташкентского горсовета.